# Kardung La

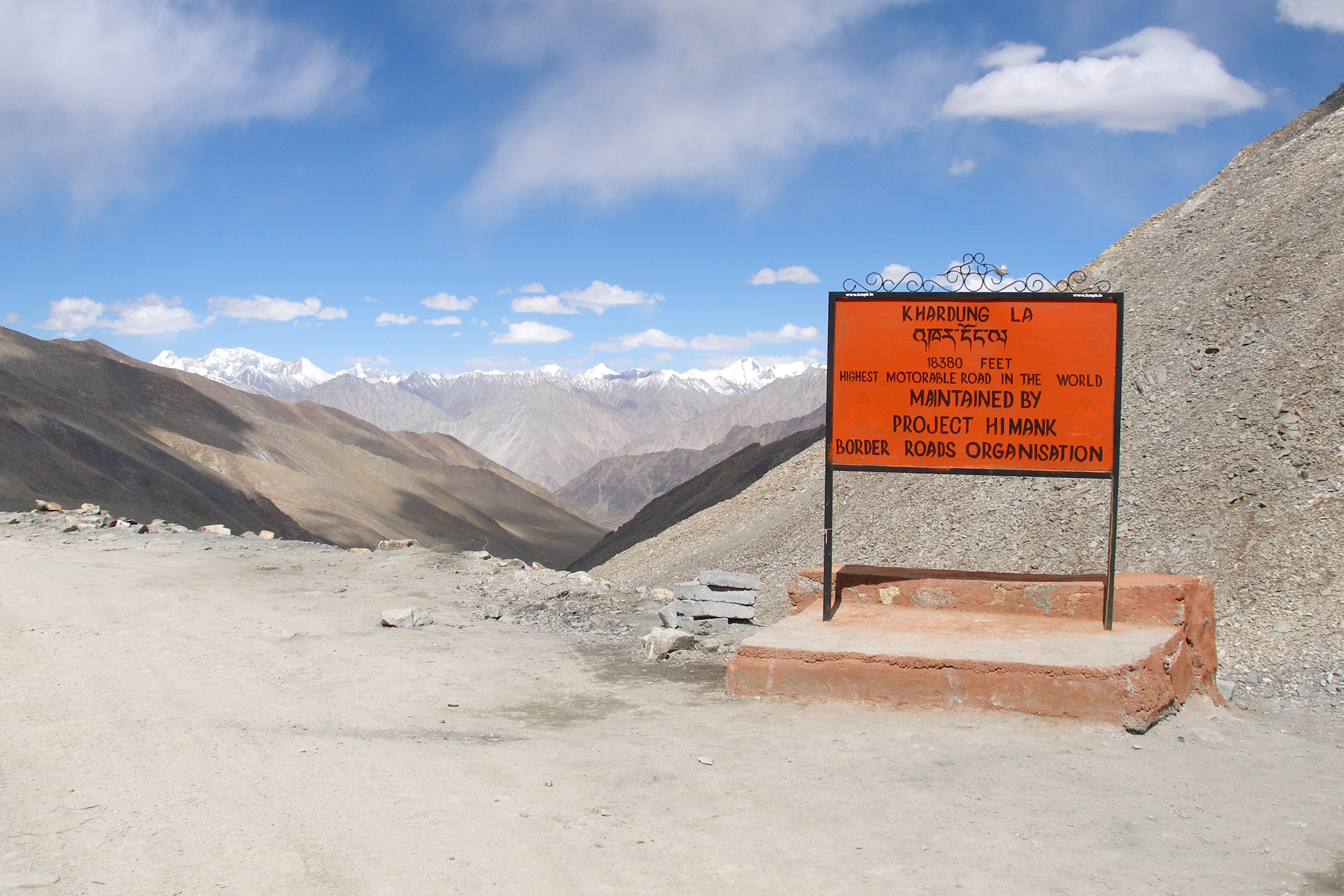
Kardung La

Kardung La je se svou výškou 5 359 m (17 582 ft) třetí nejvyšší silniční sedlo na světě. Nachází se v Indii ve státě Džammú a Kašmír na území Ladákh. Silnice vystupující do sedla byla vybudována v roce 1976 a jejím hlavním posláním bylo zásobování vojáků v údolí Nubra. Sedlo leží 15 kilometrů na sever od města Léh a klesá do údolí Nubra. K průjezdu sedlem je zapotřebí příslušné povolení (2012), vydávané za poplatek v Lehu.

## Nejvyšší sedlo pro motorová vozidla?
Kardung La bývá často označován jako zcela nejvyšší sedlo pro motorová vozidla a stejně tak jej označují informační cedule přímo na vrcholu sedla. Ačkoliv je tento názor hodně rozšířen, v Tibetu se nachází dvě vyšší sedla pro motorová vozidla: Suge La (5 430 m n. m.) a Semo La (5 565 m n. m.).